# Prinzregentenplatz
Prinzregentenplatz - stacja metra w Monachium, na linii U4. Stacja została otwarta 27 października 1988.